# Малая Вельморда
Малая Вельморда — река в России, протекает в Архангельской области. Устье реки находится в 312 км по левому берегу реки Пёза. Длина реки составляет 53 км, площадь водосборного бассейна 177 км².

## Данные водного реестра
По данным государственного водного реестра России относится к Двинско-Печорскому бассейновому округу, водохозяйственный участок реки — Мезень от водомерного поста деревни Малонисогорская и до устья, речной подбассейн реки — подбассейн отсутствует. Речной бассейн реки — Мезень.
По данным геоинформационной системы водохозяйственного районирования территории РФ, подготовленной Федеральным агентством водных ресурсов:
- Код водного объекта в государственном водном реестре — 03030000212103000049330
- Код по гидрологической изученности (ГИ) — 103004933
- Код бассейна — 03.03.00.002
- Номер тома по ГИ — 03
- Выпуск по ГИ — 0